# برايان بارنز
برايان بارنز (بالإنجليزية: Brian Barnes)‏ هو لاعب كرة قاعدة أمريكي، ولد في 25 مارس 1967 في رونوك رابيدز في الولايات المتحدة.

## وصلات خارجية
- برايان بارنز على موقعبيزبول رفرنس.كوم (الدوري الرئيسي) (الإنجليزية)
- برايان بارنز على موقعبيزبول رفرنس.كوم (الدوري الثانوي) (الإنجليزية)
- برايان بارنز على موقع مشجعي الرسوم البيانية (الإنجليزية)